# Alaska-Airlines-Flug 1866
Der Alaska-Airlines-Flug 1866 (Flugnummer: AS66, Funkrufzeichen: ALASKA 66) war ein Linieninlandsflug der US-amerikanischen Fluggesellschaft Alaska Airlines. Auf diesem Flug kollidierte eine Boeing 727-193 am 4. September 1971 bei Haines Borough, Alaska mit einem Berg, nachdem die Maschine wegen unzuverlässiger Navigationssignale vom Kurs abgekommen war. Bei dem Unfall kamen alle 111 Personen an Bord der Maschine ums Leben. Bis zum Absturz einer weiteren Boeing 727 auf Eastern-Air-Lines-Flug 66 handelte es sich um den schwersten Flugunfall in den USA unter Beteiligung von nur einer Maschine.

## Maschine

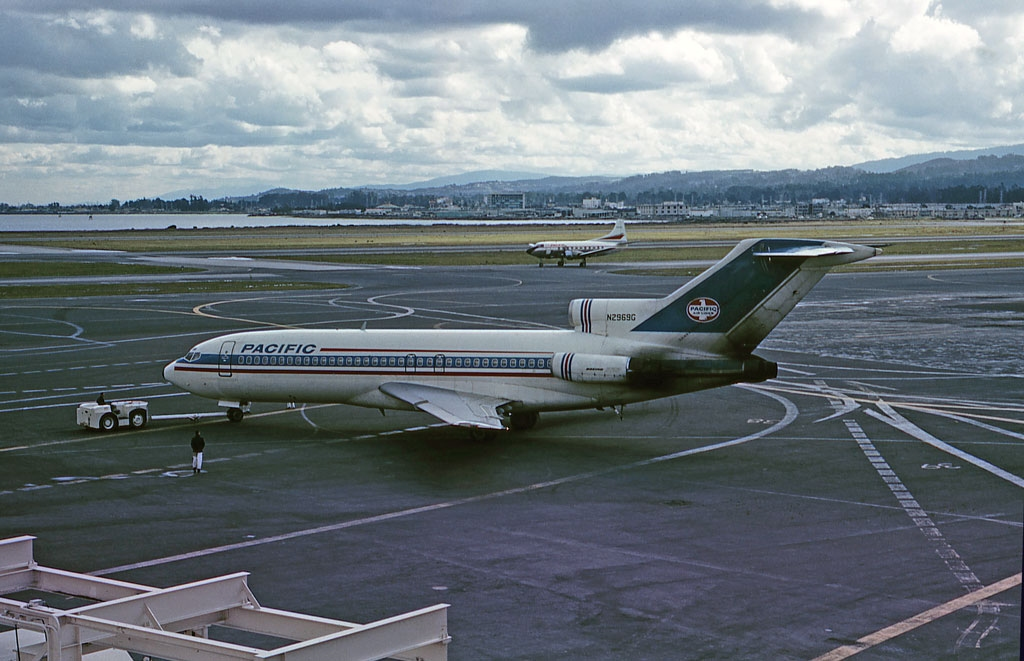
Die Maschine während ihrer Betriebszeit bei der Pacific Air Lines

Bei dem verunglückten Flugzeug handelte es sich um eine Boeing 727-193, die zum Zeitpunkt des Unfalls fünf Jahre und zwei Monate alt war. Die Maschine wurde im Werk von Boeing auf dem Boeing Field im Bundesstaat Washington montiert. Das Flugzeug trug die Werknummer 19304, es handelte sich um die 287. Boeing 727 aus laufender Produktion. Die Maschine wurde vom Hersteller mit dem Luftfahrzeugkennzeichen N2969G zugelassen und absolvierte am 24. Juni 1966 ihren Erstflug. Ab dem 1. November 1967 wurde die Maschine an die Pacific Air Lines ausgeliefert, die diese von November 1967 bis November 1968 dann an die BWIA West Indies Airways aus Trinidad und Tobago verleaste. Im April 1968 wurde die Eigentümergesellschaft der Maschine in Hughes Airwest umfirmiert, woraufhin die Boeing in deren Flotte überging. Von März 1969 bis Februar 1970 war die Maschine an die Braniff International Airways verleast, bei der sie mit einer grünen Bemalung betrieben wurde. Bei der Alaska Airlines war die Maschine ab September 1970 in Betrieb. Das dreistrahlige Schmalrumpfflugzeug war mit drei Turbojettriebwerken des Typs Pratt & Whitney JT8D-7B ausgestattet. Bis zum Zeitpunkt des Unfalls hatte die Maschine eine Gesamtbetriebsleistung von 11.344 Betriebsstunden absolviert.

## Besatzung
Es befand sich eine siebenköpfige Besatzung an Bord der Maschine, bestehend aus einem Flugkapitän, einem Ersten Offizier, einem Zweiten Offizier und vier Flugbegleiterinnen. Der Kapitän auf dem Flug war der 41-jährige Richard C. Adams. Adams hatte 13.870 Stunden Flugerfahrung, darunter 2.688 Stunden mit der Boeing 727. Der 32-jährige Erste Offizier Leonard D. Beach verfügte über 5.000 Stunden Flugerfahrung, wovon er 2.100 Stunden mit der Boeing 727 absolviert hatte. Der 30-jährige James J. Carson war der Zweite Offizier und hatte 2.850 Flugstunden absolviert, davon etwa 2.600 Stunden mit der Boeing 727. Beach und Carson waren beide im Jahr 1966 durch die Alaska Airlines eingestellt worden, Adams gehörte der Fluggesellschaft seit 1955 an.

## Passagiere und Flugplan
Die Flugverbindung verband den Ted Stevens Anchorage International Airport mit dem Seattle-Tacoma International Airport. Nach dem Start in Anchorage sollte zunächst der Merle K. (Mudhole) Smith Airport in Cordova (Alaska) angeflogen werden. Der zweite Flugabschnitt sollte zum Flughafen Yakutat führen, von wo aus zum Flughafen Juneau geflogen werden sollte. Bevor die Maschine nach Seattle weiterfliegen sollte, sollte noch ein letzter Zwischenstopp auf dem Flughafen Sitka erfolgen. Die Maschine verunglückte am Ende des dritten Flugabschnittes, beim Anflug auf Juneau.
Den Flug auf dem betroffenen Flugabschnitt hatten 104 Passagiere angetreten.

## Flugverlauf
Die Maschine flog pünktlich um 9:13 Uhr Ortszeit in Anchorage ab. Der erste Zwischenstopp bei Cordova verlief ohne besondere Vorkommnisse, abgesehen von einem kleinen Problem mit einer Ladetür, welches zu einer kurzen Verspätung führte. Die Maschine flog um 10:34 Uhr in Cordova ab und landete um 11:07 Uhr in Yakutat. Die Maschine startete um 11:35 Uhr zur nächsten Etappe der Route nach Juneau mit 104 Passagieren und 7 Besatzungsmitgliedern an Bord.

## Unfallhergang
Um 11:46 Uhr kontaktierte die Besatzung die Flugsicherung von Anchorage und berichtete, dass sie sich in einer Flughöhe von 23.000 Fuß, 104 Kilometer östlich von Yakutat, befand. Der Fluglotse erteilte den Piloten die Freigabe, den Knotenpunkt PLEASANT in einer Höhe von 10.000 Fuß zu überfliegen und gab einen Weiterflug bis zum Knotenpunkt HOWARD frei. Er gab der Besatzung die barometrischen Daten für Juneau zur Einstellung des Höhenmessers durch und wies diese an, sich erneut zu melden, sobald diese eine Flughöhe von 11.000 Fuß erreiche.
Um 11:51 Uhr informierte die Besatzung die Flugsicherung, dass sie den Sinkflug von 26.000 Fuß einleite, um bis zum Knotenpunkt PLEASANT eine Flughöhe von 10.000 Fuß erreicht zu haben.
Um 11:54 Uhr wies der Fluglotse die Besatzung an, den Sinkflug in einer Höhe von 12.000 Fuß vorerst zu stoppen und in dieser Flughöhe zu verbleiben. Er begründete dies damit, dass sich eine weitere Maschine im Luftraum bei Juneau befand. Eine Piper PA-23 Apache (N799Y) war um 11:44 Uhr vom Flughafen Juneau zu einem Flug nach Whitehorse abgeflogen und befand sich in der Nähe des Knotenpunktes HOWARD. Die Besatzung der Boeing 727 bestätigte um 11:55 Uhr, die Flughöhe von 12.000 Fuß erreicht zu haben und die Höhe zu halten. Die Flughöhe der Piper war nicht bekannt und es herrschte Uneinigkeit darüber, welche Route die Maschine fliegen sollte. Bei mehreren Funksprüchen übernahm die Besatzung der Boeing die Rolle eines Mittlers zwischen der Flugsicherung und der Piper.
Um 11:58 Uhr meldete die Besatzung, dass sie den Knotenpunkt PLEASANT überfliege und dort eine Warteschleife fliege. Der Lotse erteilte den Piloten die Freigabe für den Weiterflug zum Knotenpunkt HOWARD. Er fragte sie, ob sie in ihrer Flughöhe von 12.000 Fuß die Wolkendecke unter sich hätten, woraufhin die Piloten antworteten, dass sie durch die Wolkenschicht im Instrumentenflug flogen. Um 12:00 Uhr wiederholte der Lotse die Freigabe zum Knotenpunkt HOWARD und teilte den Piloten mit, dass sie erwartungsgemäß bis 12:10 Uhr Warteschleifen um diesen Knotenpunkt fliegen müssten. Um 12:01 Uhr bestätigte die Besatzung, dass sie mit dem Fliegen der Warteschleifen beginne.
Um 12:07 Uhr erkundigte sich der Fluglotse über die aktuelle Position der Maschine innerhalb der Warteschleife. Die Piloten antworteten, dass die Maschine auf der Inbound Leg fliege und dass sie diese mithilfe von ILS und LOC nach dem Knotenpunkt HOWARD ausrichteten. Der Lotse erteilte den Piloten anschließend die Freigabe zum Anflug auf Landebahn 08 im Instrumentenflug und wies sie an, den Knotenpunkt HOWARD in einer Höhe von 9.000 Fuß oder weniger zu überfliegen. Die Besatzung bestätigte den Erhalt des Funkspruches und teilte mit, dass sie ihre Flughöhe von 12.000 Fuß verlasse. Als sich der Fluglotse eine Minute später über die Flughöhe der Maschine erkundigte, teilte ihm die Besatzung mit, dass sie gerade eine Höhe von 5.500 Fuß unterschreite, wobei er diese Angabe augenblicklich auf 4.500 Fuß korrigierte. Der Lotse wies die Piloten an, sich mit der Anflugkontrolle von Juneau in Verbindung zu setzen. Die Besatzung wechselte daraufhin die Funkfrequenz. Der Lotse in Juneau übermittelte ihnen den Wetterbericht und teilte ihnen mit, welche Landebahnen verfügbar waren. Er wies die Piloten an, sich zu melden, sobald sie den Knotenpunkt BARLOW überfliegen.
Von der Maschine gingen anschließend keine weiteren Funksprüche mehr aus. Um 12:15 Uhr kollidierte die Boeing in einer Höhe von 2.500 Fuß und 18,5 Meilen westlich von Juneau mit dem Osthang eines Canyons der Chilkat Range im Tongass National Forest. Die Maschine explodierte beim Aufprall und alle 111 Personen an Bord kamen ums Leben.
Als der Lotse in Juneau keine Antworten auf seine Funksprüche an die Maschine erhielt, verständigte er die örtlichen Behörden. Es wurde unverzüglich eine Suchaktion eingeleitet, die Trümmer der völlig zerstörten Maschine wurden nach einer mehrstündigen Suche gefunden.
Zwei Zeugen, die sich in der Nähe des Chilkat-Gebirgszuges befunden hatten, gaben an, ein niedrig fliegendes, strahlgetriebenes Flugzeug gehört zu haben, konnten die Maschine jedoch aufgrund von Wolken und durch einen Schneesturm bedingter schlechter Sicht (sie schätzten die Sichtweiten auf 200 bis 300 Fuß) nicht sehen. Die Zeugen beschrieben das Triebwerksgeräusch als normal. Kurze Zeit später hörten sie eine Explosion. Ein dritter Zeuge in der Gegend sah ein tief fliegendes Flugzeug in den Wolken verschwinden, vernahm jedoch kein Aufprallgeräusch.

## Unfalluntersuchung
Das National Transportation Safety Board (NTSB) untersuchte den Unfall. Der Cockpit Voice Recorder (CVR) und der Flugdatenschreiber (FDR) wurden von der Absturzstelle geborgen und ausgelesen. Das Wrack wurde inspiziert und einige Gegenstände wurden zur weiteren Untersuchung durch das NTSB und die Hersteller der jeweiligen Flugzeugbaugruppen entfernt. Nachdem festgestellt wurde, dass es keine offensichtlichen Probleme mit der Ausbildung der Besatzung oder dem Flugzeug gab, konzentrierte sich ihre Untersuchung auf die Navigationsausrüstung und die erfolgte Anflugtechnik. Beide Navigationsfunkempfänger im Flugzeug waren in gutem Zustand und alle bodengestützten Navigationsstationen funktionierten ebenfalls ordnungsgemäß. Die Auswertung der Aufzeichnungen des Stimmenrekorders ergab, dass die Besatzung die akustischen Identifikationsfunktionen der Funknavigationsgeräte nicht verwendet hatte. Darüber hinaus verwendeten sie nicht alle verfügbaren Navigationshilfen, um ihre Position zu bestimmen, obwohl im Unfallbericht angemerkt wurde, dass bei dem durchgeführten Anflugverfahren die Verwendung dieser Geräte nicht unbedingt erforderlich war. Die Ermittler vermuteten darüber hinaus, dass die Koordination zwischen den beiden Piloten bei der Abstimmung der Funknavigationsgeräte mangelhaft gewesen war. Nach Abgleich der Gespräche zwischen den Piloten mit dem fehlerhaften Positionsbericht über dem Knotenpunkt BARLOW stellte das NTSB fest, dass das Funknavigationsgerät des Kapitäns an mehreren Stellen der Anflugroute offenbar durchgehend falsche Parameter ausgewiesen hatte. Es konnte kein Grund für die Fehlanzeigen ermittelt werden. Das NTSB stellte außerdem fest, dass die Flugsicherung beim Lotsen der Maschine die richtigen Verfahren angewandt hatte. Die kleinen Flugzeuge, die während des Sinkfluges in den Luftraum einflogen, könnten sowohl den Fluglotsen als auch die Piloten abgelenkt haben.
Der NTSB-Abschlussbericht wurde am 11. Oktober 1972 veröffentlicht. Die Untersuchung ergab folgende Befunde:
- Die Maschine war ordnungsgemäß zertifiziert, gewartet und beladen worden, und es gab keine Ausfälle oder Fehlfunktionen an den technischen Baugruppen, Triebwerken oder Steuerungssystemen.
- Die Besatzung wurde für den Einsatz zertifiziert und qualifiziert.
- Das Verhalten der Flugsicherung war angemessen und entsprach den vorgeschriebenen Verfahren und Standards.
- Die Erteilung einer falschen Freigabe für N799Y führte dazu, dass dieses Flugzeug in den Luftraum einflog, sodass seine Anwesenheit eine zusätzliche Arbeitsbelastung für die Flugsicherung sowohl unter dem Gesichtspunkt der Flugraumüberwachung als auch der Kommunikation verursachte.
- Die Beteiligung der Besatzung der Boeing an den Handlungen der Besatzung der Maschine N799Y und die Unsicherheit über die Position und Flugroute dieses Flugzeugs könnte die Besatzung der Boeing abgelenkt haben.
- Die Besatzung verwendete keine Audioidentifizierungsverfahren, als sie die Navigationsgeräte kalibrierte.
- Es konnte nicht festgestellt werden, dass eine effektive Arbeitsteilung zwischen den Piloten stattfand, als der Erste Offizier seine UKW-Navigationsfrequenz vom VOR zum Instrumentenlandesystem änderte und den Kapitän aufforderte, das Drehfunkfeuer einzustellen.
- Die Besatzung war scheinbar korrekten, aber fehlerhaften Navigationsinformationen ausgesetzt, die zu einem vorzeitigen Sinkflug in unwegsames Gelände führten.
- Es gab keine Fehlfunktion des Höhenmessers.
- Die angezeigten Knotenpunkte entlang der Anflugroute nach Juneau waren gemäß der von der Besatzung aufgezeichneten Ausrufen um etwa 35 bis 40 Grad gegen den Uhrzeigersinn verschoben.
- Der Funkempfänger des Flugkapitäns war zum Zeitpunkt des Aufpralls auf das Drehfunkfeuer von Juneau eingestellt. Der zugehörige Drehschalter wurde erst unmittelbar vor dem Aufprall betätigt.
- Es gab keine Hinweise darauf, dass die Besatzung alle verfügbaren Navigationsmöglichkeiten genutzt hatte, um den Flugfortschritt entlang des Lokalisierers zu überprüfen.
- Flugtests und andere Untersuchungen deckten keine Fehlfunktion des Drehfunkfeuers von Sisters Island auf, welche am Tag des Unfalls zu einer erheblichen Fehlpeilung geführt hätte.
- Untersuchungen und Tests der Avionikbaugruppen des geborgenen Flugzeugs ergaben keine Hinweise auf Abweichungen zum Normalbetrieb.
- Untersuchungen hinsichtlich möglicher Diskrepanzen zwischen den Doppler-Drehfunkfeuern und den Navigationsgeräten der Maschine lieferten keine Hinweise

Das NTSB untersuchte, ob es möglich sei, dass militärische Einrichtungen zur vorsätzlichen Störung des Funkverkehrs die fehlerhaften Navigationsanzeigen verursacht haben konnten. Die Ermittlungen verliefen ins Leere, sodass die These wieder verworfen wurde.
Das NTSB gab als wahrscheinlichste Ursache für den Unfall fehlerhafte und irreführende Navigationsanzeigen an. Diese hätten die Piloten zu einem vorzeitigen Sinkflug verleitet, bei dem die Maschine unter die Mindestsinkflughöhe geflogen wurde, was für die Piloten aufgrund der Fehlanzeigen nicht ersichtlich war. Die Ursache der Fehlanzeigen konnte nicht ermittelt werden. Die Untersuchungskommission stellte ferner fest, dass nicht alle Einrichtungen zur Bestimmung der Position der Maschine genutzt worden waren, dass eine Nutzung weiterer Navigationshilfen aber auch nicht vorgeschrieben gewesen war. Die Besatzung habe ferner keine Audioidentifikation der betreffenden Navigationsgeräte veranlasst.